# Lagrange Peak
Der Lagrange Peak ist ein rund 450 m hoher und markanter Berg an der Südostküste der Brabant-Insel im westantarktischen Palmer-Archipel. Er ragt 9 km nordöstlich des Strath Point auf.
Teilnehmer der Belgica-Expedition (1897–1899) des belgischen Polarforschers Adrien de Gerlache de Gomery benannten die heute als Punta Camus bekannte Landspitze unmittelbar südlich des Bergs als Cap Lagrange. Das UK Antarctic Place-Names Committee übertrug diese Benennung im Jahr 1960 auf den hier beschriebenen Berg. Namensgeber ist der belgische Mathematiker und Astronom Charles Henri Lagrange (1851–1932), ein Mitglied der Kommission zur Belgica-Expedition.